# Хагенбах-Бишоф, Эдуард
Якоб Эдуард Хагенбах-Бишоф (Гагенбах-Бишоф, нем. Jakob Eduard Hagenbach-Bischoff; 20 февраля 1833, Базель — 23 декабря 1910, Базель) — швейцарский физик и математик. Сын Карла Рудольфа Гагенбаха.

## Биография
Родился 20 февраля 1833 года в Базеле в семье богослова Карла Рудольфа Хагенбаха.
Учился в Базельском университете у Рудольфа Мериана, в Берлинском университете у Генриха Вильгельма Дове и Генриха Густава Магнуса, затем в Париже у Жюля Жамена. В 1855 году защитил докторскую диссертацию в Базеле, преподавал в Базельском коммерческом училище.
После габилитации в 1863—1906 гг. был профессором физики в Базельском университете, в 1870 г. его ректор. В 1874—1879 гг. президент Швейцарской академии естественных наук. Написал около 60 научных работ, в том числе по проблеме содержания углекислого газа в атмосфере (1868), по вопросам флуоресценции, гляциологии, а также по истории естествознания. Крупный популяризатор науки, он прочитал в Базеле около 100 публичных лекций для непрофессиональной аудитории.
С 1867 года и до конца жизни избирался членом городского совета Базеля, в 1873, 1875 и 1885 году был его председателем. В качестве политика, помимо всего прочего, добивался избирательной реформы в городе — перехода от мажоритарной системы выборов к пропорциональной, что и произошло в 1905 году. Для этих целей внёс некоторые поправки в метод Д’Ондта для определения результатов выборов по пропорциональной системе, — соответствующая модификация метода называется теперь методом Хагенбах-Бишофа.
Называть себя Хагенбах-Бишофф, в отличие от однофамильца среди своих коллег по Базельскому университету, он стал после женитьбы 15 мая 1862 года на Маргарете Бишофф (1842—1887). В браке родились три дочери и четыре сына. Одним из его сыновей был Август Хагенбах (1871—1955), который стал его преемником на посту профессора физики в Базеле. Одной из его внучек была историк искусства Энни Кауфманн (1908–2002).
Умер в Базеле 23 декабря 1910 года. Похоронен на фамильном участке кладбища Вольфготтезаккер.